# Thomas Mäkinen
Thomas Mäkinen, né le 30 janvier 1997 à Mariehamn (Finlande), est un footballeur finlandais, qui évolue au poste de milieu de terrain au sein de l'IFK Mariehamn.

## Biographie

### En club

#### Premier contrat à l'IFK Mariehamn
Il signe son premier contrat pro à l'IFK Mariehamn. Il joue son premier match en 2013 face au HJK Helsinki en Liigacup.

## Palmarès
|  |  | IFK Mariehamn - Veikkausliiga - Vainqueur : 2016 - Coupe de Finlande - Vainqueur : 2015 |